# Heart of a Dog
Heart of a Dog è un documentario del 2015 diretto da Laurie Anderson.